# Achille Marozzo
Achille Marozzo (1484 – 1553) è stato uno schermidore italiano, considerato uno dei più importanti, se non il più importante, maestro della cosiddetta "Scuola Bolognese" di scherma, nonché padre fondatore della scherma italiana.
Alcune fonti storiche attestano che sia uno tra i pochi combattenti a non essere mai stato sconfitto in duello.

## Biografia
Achille Marozzo, figlio di Lodovico Marozzo, nacque a Bologna nel 1484 da una famiglia originaria di San Giovanni in Persiceto (BO), trasferitasi nel capoluogo un secolo prima (1385). Apprese il mestiere delle armi dal maestro di scherma Guido Antonio de Luca, presso il quale studiarono nel medesimo periodo due famosi capitani di ventura dell'epoca: Giovanni dalle Bande Nere e il conte Guido II Rangoni. Messosi in proprio, Marozzo aprì una scuola di scherma presso i locali ottenuti in enfiteusi dai frati benedettini dell'Abbadia, ex Chiesa dei Santi Naborre e Felice (attuale Centro Militare di Medicina Legale), lungo il Canale di Reno (oggi Via Riva di Reno nel Quartiere Porto). Si trattava delle medesima contrada di Bologna ove il maestro risiedeva e possedeva un opificio per la lavorazione della seta.
In tarda età, il maestro Marozzo scrisse un trattato di scherma intitolato Opera Nova Chiamata Duello, O Vero Fiore dell'Armi de Singulari Abattimenti Offensivi, & Diffensivi (on line), dato alle stampe nel 1536 a Modena e dedicato al conte Rangoni.
Achille ebbe un figlio di nome Sebastiano (probabile curatore delle ristampe del trattato) a cui si rivolge nell'introduzione. Probabili maestri di scherma che si formarono nella sua scuola di scherma, o che comunque furono influenzati da quanto da lui insegnato, furono Giovanni delle Agocchie, Angelo Vizzani o del Montone e il tedesco Joachim Meyer. Allievi noti del Marozzo, citati nella Opera Nova Chiamata Duello..., furono Giovanni Battista dai Letti e Giacomo Crafter d'Agusta.

## Opera Nova Chiamata Duello

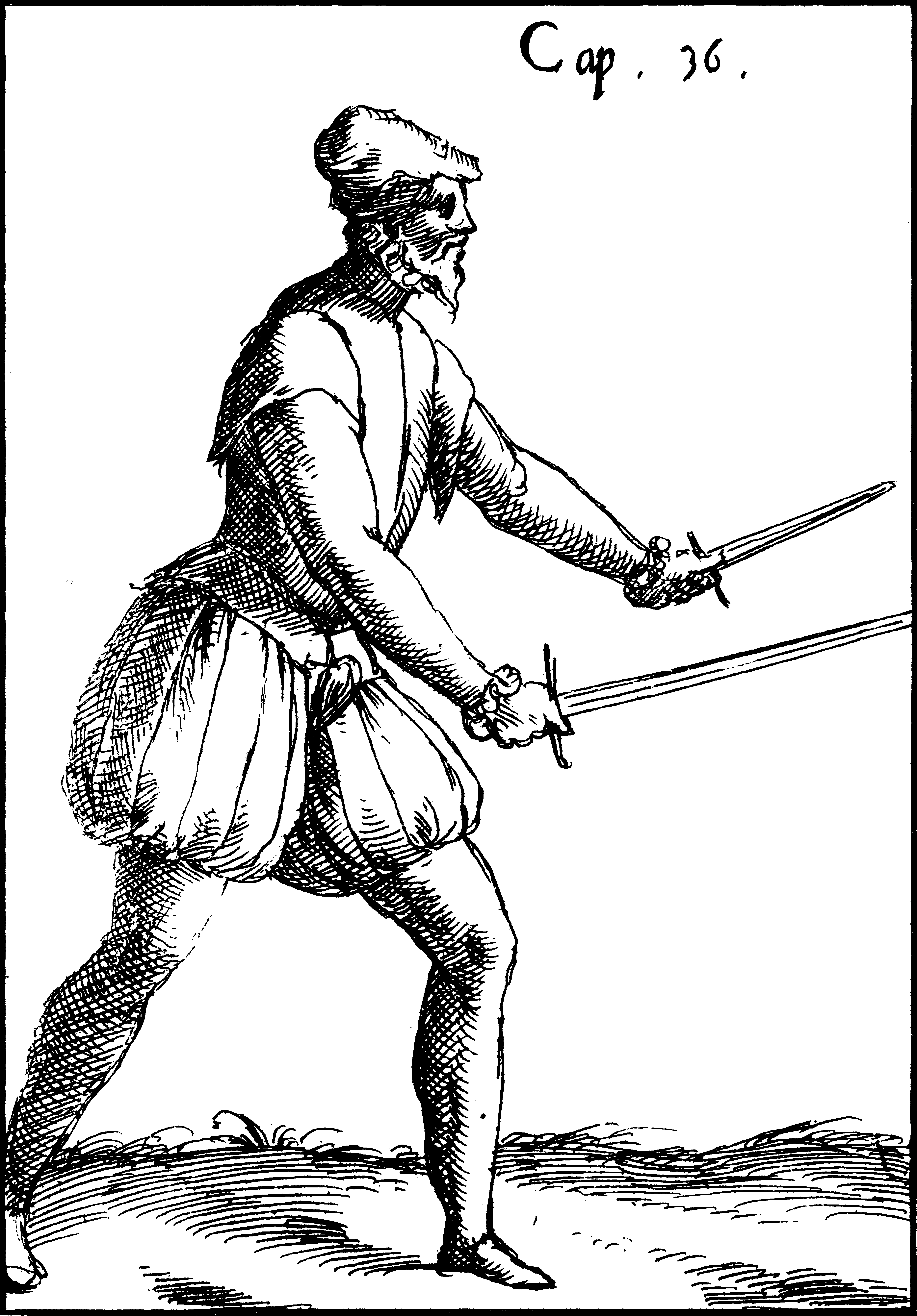
Illustrazione dallOpera Nova Chiamata Duello: combattimento con spada e pugnale

(Achille Marozzo - Opera Nova Chiamata Duello..., proemio)
L'Opera Nova Chiamata Duello... di Achille Marozzo, proficuamente inseritasi nel solco bibliografico della produzione schermistica bolognese avviata dalla Opera Nova di Antonio Manciolino (on line), è considerata il miglior prodotto del genere del XVI secolo. Analizza svariate forme di combattimento e di duello fra due contendenti: spada, spada e pugnale, spada e cappa, spada e rotella, spada e targone, spada e targa, pugnale, pugnale e cappa, ronca, partigiana, partigiana e rotella, picca, spiedo, ma la parte maggiore è dedicata al combattimento di spada e brocchiero, spada a due mani e tecniche di autodifesa da disarmato contro avversario armato di pugnale, oltre ad una corposa parte dedicata al regolamento del duello in sé.
Data l'impostazione moderna del trattato e la descrizione particolareggiata delle tecniche schermistiche, l'opera venne ristampata numerose volte nel corso dei decenni successivi. Si conoscono le ristampe del 1550, 1568 e 1605. Tuttora rimane una pietra miliare della storia della scherma ed è preso come uno dei riferimenti per i praticanti di scherma antica. I trattati di Achille Marozzo sono uno dei principali riferimenti, per lo studio e la sperimentazione, presso la Sala d'Arme Achille Marozzo, un'associazione italiana per lo studio della scherma antica operante a livello nazionale, la quale deve il nome proprio a questo famoso Maestro Bolognese; oltre ad altre associazioni, sparse su tutto il territorio italiano, che traggono ispirazione dal maestro per le loro attività di studio e pratica della scherma storica. A livello internazionale si trovano anche altre scuole dedicate a ricostruire le tecniche di Marozzo e altri maestri della "Scuola Bolognese" a Vienna/ Austria e in Finlandia.

### Struttura del trattato
La struttura del trattato di Marozzo è la seguente:
- Libro 1: Ringraziamenti, introduzione, assalti di spada e brocchiero tra cui giochi di mezza spada (con spada e brocchiero);
- Libro 2: Spada e pugnale, pugnale solo, pugnale e cappa, spada e cappa, due spade, spada e brocchiero grande, spada sola, spada e rotella, spada e targa, le Guardie (con spada e brocchiero e spada sola), spada e imbracciatura, spada e imbracciatura contro armi in asta, spada e rotella contro armi in asta, come combattere contro un mancino;
- Libro 3: Spada a 2 mani, prese con spada a 2 mani, spada a 2 mani contro armi ad asta;
- Libro 4: Armi in asta di vari generi, alcune usate con rotella altre a 2 mani;
- Libro 5: Onore e regole del duello, difesa a mani nude contro daga (prese), daga (prese);

### Edizione del 1517
L'edizione del 1517, citata da Jacopo Gelli (vedi fonti bibliografiche), va smentita dalle recenti ricerche della Sala d'Arme Achille Marozzo sull'argomento.
Si riporta la parte fondamentale del rapporto di Andrea Amore, incaricato della ricerca nel gennaio 2006:
... quell'edizione del marozzo di cui parla Jacopo Gelli nella sua "bibliografia generale della scherma (Firenze 1890), non esiste! Gelli è incappato in errore! ho trovato un articolo a tal proposito all'interno dell'edizione di opera nova (Marozzo 1550) che dice quanto di seguito vi riporto: "Jacopo Gelli, nella sua bibliografia generale della scherma, da, come posseduto dalla biblioteca universitaria di Pisa, un Marozzo (opera nova de Achille Marozzo bolognese, maestro generale da l'arte de l'armi), stampato in Venezia nell'anno 1517 appresso gli eredi di Marchion Sessa. È un errore nel quale incorse per inesatte informazioni ricevute da Felice Tribolati, allora bibliotecario della libreria pisana, che non s'avvide ne dell'imperfezione del libro, evidente per la diversità dei caratteri e l'irregolare numerazione delle carte, ne dell'alterazione della data, compiuta certo da mano interessata a dare maggior colore di antico al volume, ignara che l'attività tipografica del Marchio si svolse fra gli anni 1506-1550 circa.

L'esemplare creduto del 1517 è soltanto una copia, e anche imperfetta, dell'edizione veneziana del Sessa del 1550, mutila delle quattro carte della fine (cc. 145-148), sostituite, per completare il testo, da altrettante (cc.128-131) di un esemplare Marozzo dell'altra edizione veneta del Pinargenti del 1568, con la sola variante che, per errore non infrequente dei tempi, la data è del 1567".

Questo è quanto riporta il documento che ho trovato all'interno dell'edizione del 1550, che, se d'interesse alla sala, è accessibile alla visione e copia...